# Provenchère (Haute-Saône)
Provenchère é uma comuna francesa na região administrativa de Borgonha-Franco-Condado, no departamento de Alto Sona. Estende-se por uma área de 5,82 km². Em 2010 a comuna tinha 262 habitantes (densidade: 45 hab./km²).